# Santa Isabel, Villa de Guadalupe
Santa Isabel är en ort i Mexiko.   Den ligger i kommunen Villa de Guadalupe och delstaten San Luis Potosí, i den centrala delen av landet, 400 km norr om huvudstaden Mexico City. Santa Isabel ligger 2 007 meter över havet och antalet invånare är 388.
Terrängen runt Santa Isabel är kuperad norrut, men söderut är den platt. Runt Santa Isabel är det mycket glesbefolkat, med 6 invånare per kvadratkilometer. Santa Isabel är det största samhället i trakten. Omgivningarna runt Santa Isabel är i huvudsak ett öppet busklandskap.